# Björn Ranelid
Per Björn Sigvardson Ranelid assina como Björn Ranelid (Malmö, 21 de maio de 1949) é um escritor e jornalista sueco. Tem mais de 30 romances publicados. Participa frequentemente em debates, conferências e programas de televisão. Björn Ranelid aponta Astrid Lindgren como a sua inspiradora nos momentos difíceis da sua infância e a sua obra está traduzida para o francês, o inglês, o alemão, o norueguês e o finlandês.

## Prémios e distinções
- Prémio Literário Aftonbladet 1989
- Prémio August 1994, pela sua obra Synden (O pecado), 1994
- Prémio Dabloug 2004